# Pio z Pietrelciny
Pio z Pietrelciny, właśc. Francesco Forgione, znany jako ojciec Pio (ur. 25 maja 1887 w Pietrelcinie, zm. 23 września 1968 w San Giovanni Rotondo) – włoski duchowny rzymskokatolicki, prezbiter, kapucyn, stygmatyk i święty Kościoła katolickiego.

## Życiorys

### Młodość
Urodził się 25 maja 1887 roku w Pietrelcinie, jako czwarte z ośmiorga dzieci Grazia Forgione i Giuseppy Di Nunzio. Czworo jego rodzeństwa zmarło w niemowlęctwie. Na chrzcie otrzymał imię Francesco, na cześć minimity Franciszka z Paoli. W młodości często chorował, co utrudniało mu naukę. W wieku pięciu lat podjął decyzję o zostaniu kapłanem. W 1898 roku przystąpił do pierwszej komunii świętej, a 27 września 1899 roku przyjął sakrament bierzmowania. Pełnił również posługę ministranta, a także pracował na roli swoich rodziców.
W 1902 roku spotkał brata Camilla z Morcone – mnicha z zakonu kapucynów i po rozmowie z nim zapragnął wstąpić do tego zakonu. Jego pierwsza prośba została odrzucona, ze względu na brak miejsc w nowicjacie, ale druga prośba została zaakceptowana. 6 stycznia 1903 roku po raz ostatni służył jako ministrant w swojej parafii a niedługo potem wyruszył do Morcone.

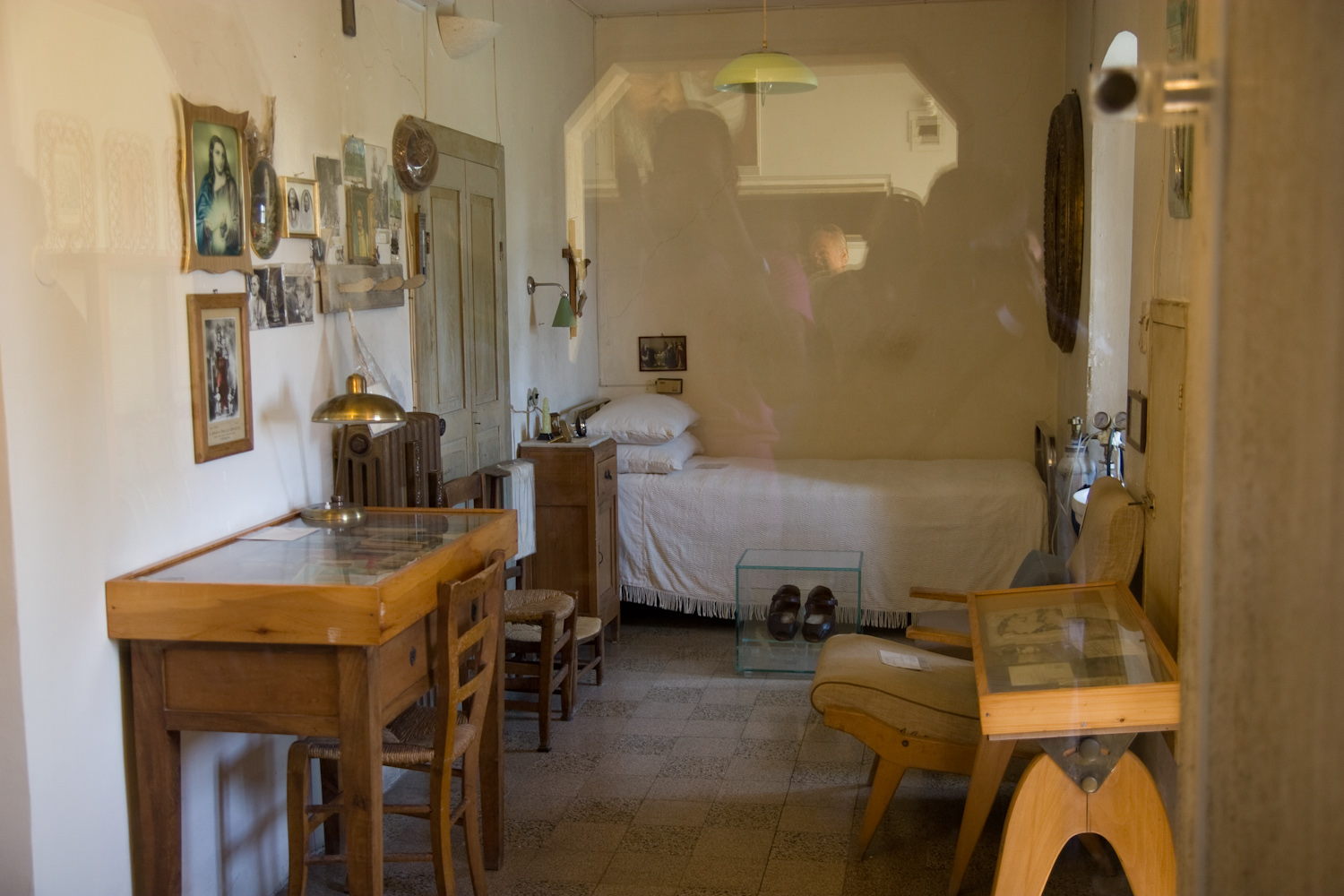
Cela świętego (widziana przez szybę)

### Kapłaństwo

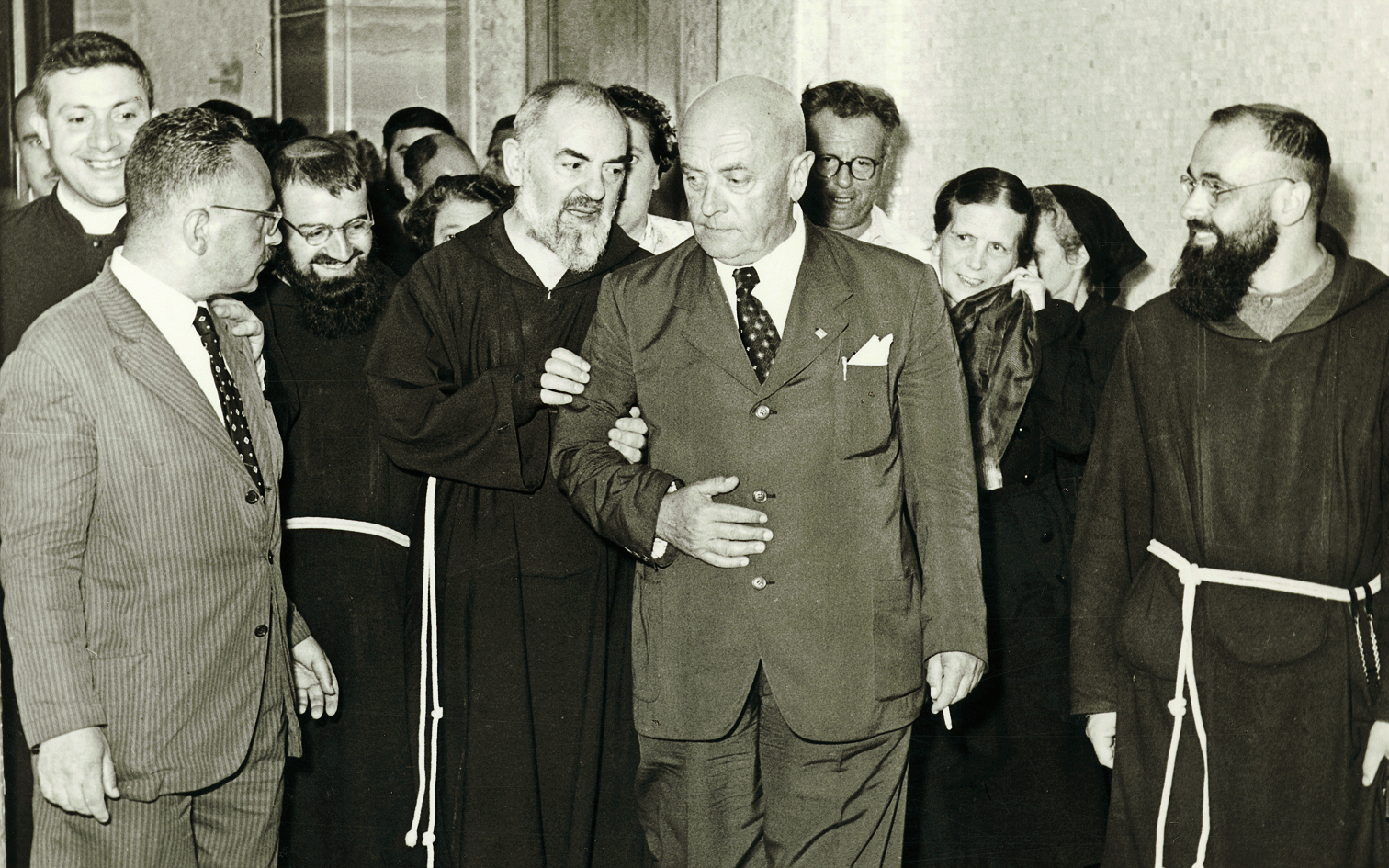
Ojciec Pio z doktorem Guglielmo Sanguinettim

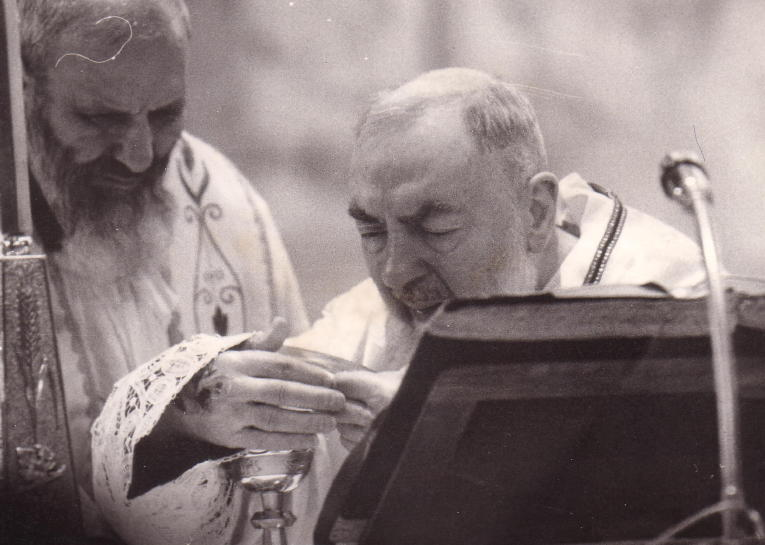
Ojciec Pio podczas mszy

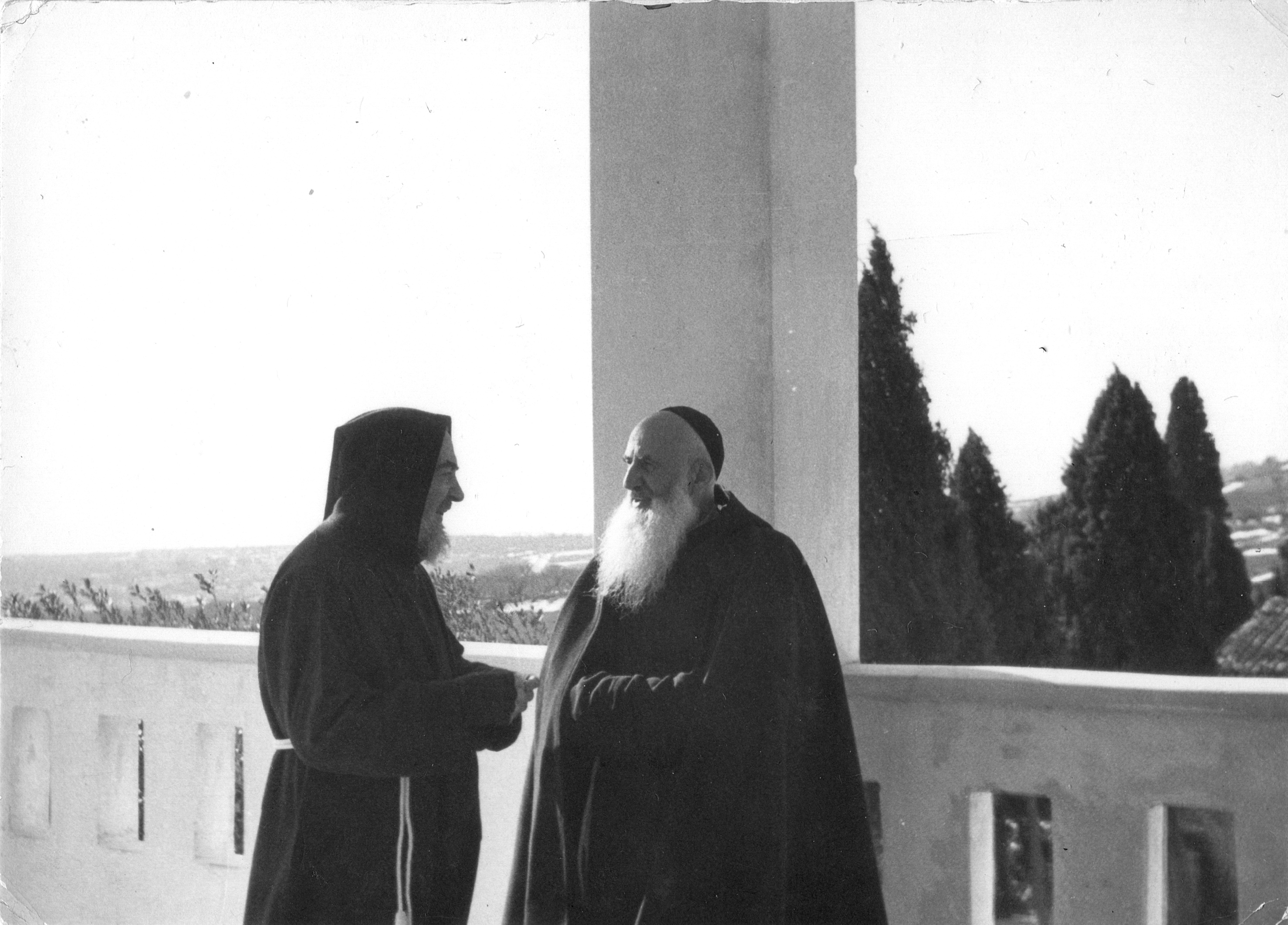
Ojciec Pio z ojcem Clemente Tomayem

22 stycznia 1903 roku rozpoczął nowicjat, poprzedzony tygodniowymi rekolekcjami. Podczas obłóczyn przyjął imię Pio. Ze względu na słabe zdrowie, jego przełożeni a także współbracia zakonni mieli wątpliwości czy podoła obowiązkom wynikającym z przestrzegania reguły zakonnej. Rok później, 22 stycznia 1904 roku złożył pierwsze śluby zakonne, na okres trzech lat. W trakcie nauki nadal często chorował i za zgodą prowincjała mógł letnie wakacje spędzać w Pietrelcinie. W 1905 roku rozpoczął studia filozoficzne, a dwa lata później chciał złożyć profesję wieczystą. Dzięki zgodzie prowincjała, Pio złożył śluby 27 stycznia 1907 roku, w obecności gwardiana, ojca Raffaellego. W tym smamym roku zdał egzaminy z filozofii i rozpoczął studia teologiczne. Cały czas towarzyszyły mu objawy chorobowe jak gorączka i bóle w klatce piersiowej, co mogło sugerować gruźlicę. 19 grudnia 1908 roku, w benewenckiej katedrze przyjął tonsurę, a dwa dni później – subdiakonat. Rok później, 18 lipca 1909 roku w Morcone został wyświęcony na diakona. Wkrótce potem jego stan zdrowia znacznie się pogorszył i wyjechał na kurację do Pietrelciny. Ponieważ obawiał się, że może nie dożyć kanonicznego wieku 24 lat (wymaganego dla święceń kapłańskich), napisał list do prowincjała, by ten poprosił Stolicę Piotrową o udzielenie dyspensy. Po kilku miesiącach prowincjał wyraził zgodę i zwrócił się do papieża. Dyspensa została udzielona 1 lipca 1910 roku. Pio został przeegzaminowany z teologii przez biskupa, a 10 sierpnia 1910 roku w katedrze w Benewencie przyjął święcenia prezbiteratu, z rąk arcybiskupa Paola Schinosiego. Swoją mszę prymicyjną odprawił cztery dni później.
Przez kolejny rok pozostawał w Pietrelcinie, usiłując wyzdrowieć, lecz został wezwany do prowincjała do wspólnoty w Venafro. Tam ponownie podupadł na zdrowiu i został wysłany do lekarza w Neapolu. Nie przyniosło to żadnego rezultatu, wobec czego prowincjał wysłał zapytanie do generała zakonu z prośbą o udzielenie eksklaustracji. Ostatecznie wydano zgodę, na trzyletni pobyt poza wspólnotą, z zachowaniem prawa do noszenia habitu. W 1915 roku dekret przedłużono o kolejne trzy lata. Z powodu wybuchu I wojny światowej, 6 listopada 1915 roku Pio został wezwany na komisję wojskową, która oddelegowała go do pracy kapelana w 10 Kompanii Sanitarnej w Neapolu. Z uwagi na nawracające problemy zdrowotne, wielokrotnie był zwalniany z obowiązków i ostatecznie spędził w koszarach 147 dni, w okresie 1915–1918.
Po pobycie na froncie powrócił do San Giovanni Rotondo (gdzie został skierowany we wrześniu 1916 roku) i 20 września 1918 roku miał otrzymać stygmaty. Na polecenie prowincjała, informacja ta była ukrywana przed światem zewnętrznym, zwłaszcza przed mediami. Rany na ciele ojca Pio były badane przez wielu lekarzy, między innymi: Angela Merlę, Luigiego Romanelliego, Amica Bignamiego i Giorgia Festę, jednak żaden z nich nie potrafił postawić diagnozy. Nierzadko pojawiały się podejrzenia o samookaleczenie, a do tego dochodziły zarzuty o charakterze moralnym.  Ze względu na charyzmatyczny styl głoszenia kazań, podczas odprawiania mszy, a także posługa w konfesjonale doprowadzająca do nawróceń sprawiły, że ojcem Pio zaczęli interesować się wierni spoza miasta, również z Rzymu. Odwiedzili go między innymi arcybiskup Anselm Edward John Kenealy oraz Agostino Gemelli. W czerwcu 1921 roku do klasztoru przyjechał oficjalny wizytator, konsultor Świętego Oficjum biskup Raffaele Carlo Rossi. Skutkiem wizytacji było wydanie dekretu 2 czerwca 1922 roku, zakazującego ojcu Pio kontaktów ze swoim kierownikiem duchowym, korespondencji oraz pokazywania ran. Dodatkowo nakazano mu odprawiać msze o różnych godzinach i wydano propozycję przeniesienia go do innej prowincji zakonnej. 31 maja 1923 roku ukazał się kolejny dekret dementujący nadprzyrodzoność ran ojca Pio. 17 czerwca nakazano mu odprawiać mszę prywatnie w kaplicy klasztornej, jednak spowodowało to bunt wiernych, wobec czego zakaz został cofnięty jedenaście dni później. 17 sierpnia zrezygnowano także z zamiaru przeniesienia.
Kolejne wizytacje, w latach 1924–1928 przeprowadzili: Celestino Desio, Bonaventura Cerretti, Luigi Besi, Giulio Bevilacqua i Giuseppe Bruno. Wszystkie zostały zaopiniowane pozytywnie, z zaznaczeniem konieczności zachowania ostrożności wobec kapucyna. 23 maja 1931 roku Kongregacja Świętego Oficjum wydała dekret, zakazujący ojcu Pio publicznej działalności kapłańskiej. Dwa lata później, 14 lipca 1933 roku, dzięki świadectwu przedstawionemu przez arcybiskupa Andreę Cesarano, kardynał Donato Raffaele Sbarretti zniósł ograniczenia dotyczące posługi kapłańskiej.
W latach 20. XX wieku był świadkiem biedy i problemów zdrowotnych ludzi mieszkających wokół klasztoru w San Giovanni Rotondo. Wyraził wówczas chęć otwarcia szpitala w mieście (najbliższe szpitale mieściły się w Foggii i Manfredonii. W 1925 roku otarto mały szpital w dawnym klasztorze klarysek, który jednak został poważnie uszkodzony podczas trzęsienia ziemi w 1938 roku. Dwa lata później ojciec Pio odbył spotkanie z trzema lekarzami i postanowił wybudować nowy budynek na zboczu góry Gargano. Ze względu na wojnę, brak robotników i funduszy, prace ruszyły dopiero 19 maja 1947 roku. Z pomocą brytyjskiej dziennikarki „The Economist” Barbary Ward i jej narzeczonego Roberta Jacksona, członka United Nations Relief and Rehabilitation Administration, udało się zebrać kwotę wystarczającą na ukończenie budowy. 26 lipca 1954 roku otwarto przychodnię lekarską, a 5 maja 1956 – szpital, zwany Domem Ulgi w Cierpieniu. W kolejnych latach placówka była rozbudowywana.
Po zakończeniu II wojny światowej chciał utworzyć grupy modlitewne, sprzeciwiające się relatywizmowi moralnemu, postępującej sekularyzacji, liberalizacji i systemom totalitarnym. Zachęcał do tworzenia małych Grup Modlitwy w kręgach rodzinnych i parafiach, do częstego uczestnictwa we mszy, przyjmowania Eucharystii i ofiarowania modlitw za Kościół i świat. Sformalizowane zasady Grup zostały po raz pierwszy opublikowane w 1951 roku, a w 1968 roku uznano je za stowarzyszenie kościelne.
Pomimo że miał wielu penitentów, był surowym spowiednikiem. Zdarzało mu się nie udzielać rozgrzeszenie ze względu na nieuczestniczenie we mszach czy brak żalu za grzechy, a także unieważnianie przeszłych spowiedzi. Zalecał częste przyjmowanie sakramentu pokuty i pojednania oraz posiadanie kierownika duchowego.
W 1960 roku jego działalność ponownie stała się obiektem wizytacji apostolskiej – tym razem przeprowadził ją Carlo Maccari. Wydano zalecenia, by ojciec Pio odprawiał msze o różnych godzinach i ograniczył działalność publiczną, a świeckim polecono by nie oddawali kapucynowi nadmiernej czci.

### Śmierć

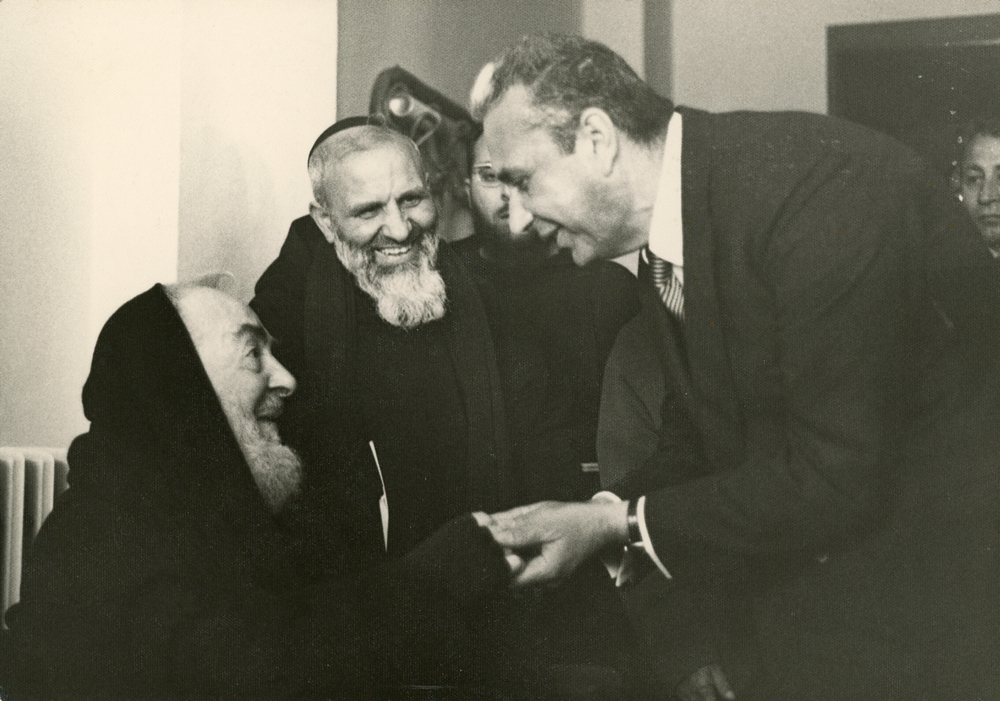
Ojciec Pio i premier Włoch Aldo Moro

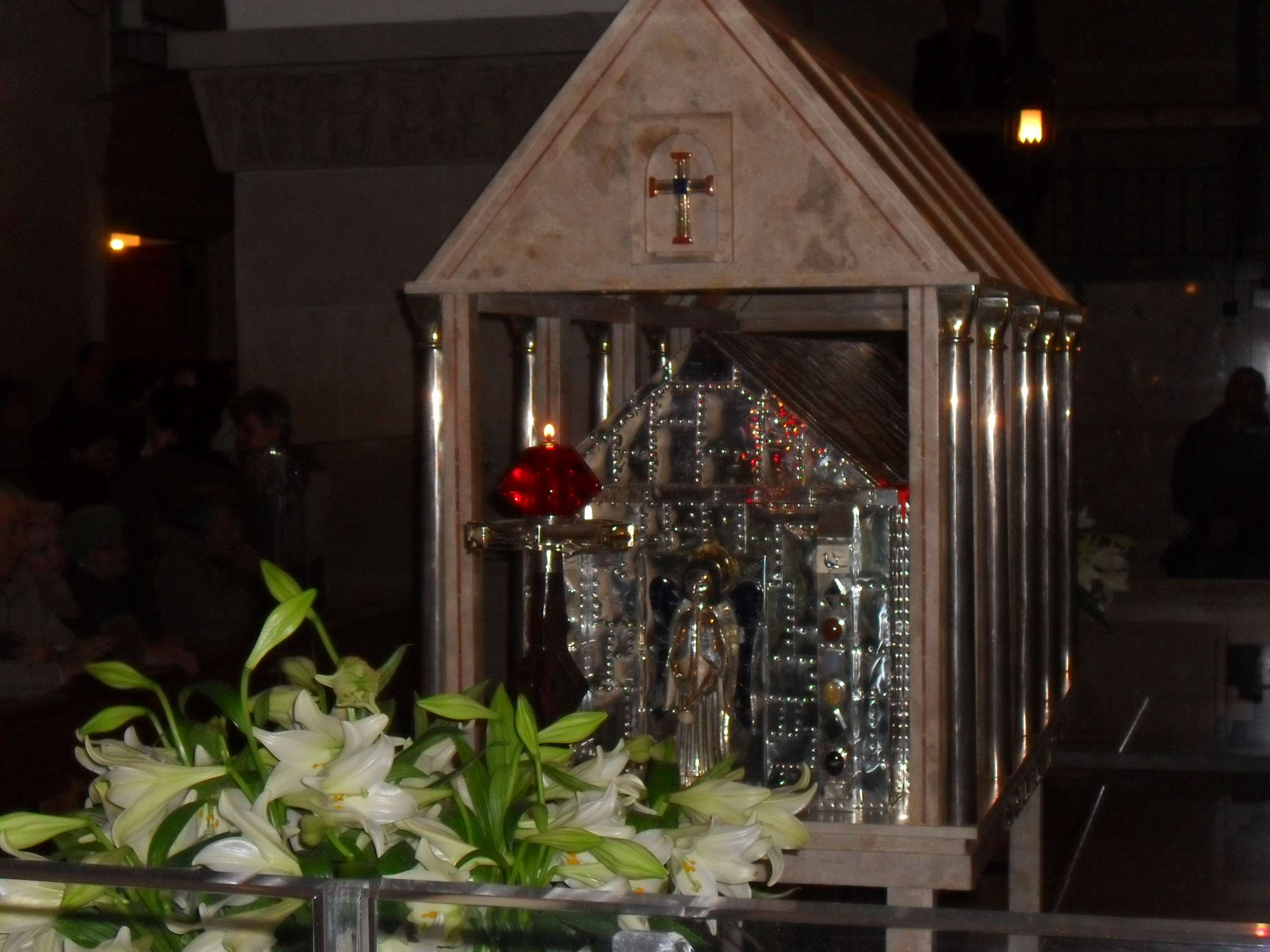
Ciało ojca Pio spoczywa obecnie w zamkniętej srebrnej trumnie w krypcie w San Giovanni Rotondo

W ostatnich tygodniach życia nadal starał się codziennie odprawiać mszę, a następnie medytować w celi zakonnej. 22 września po mszy, pozdrowił wiernych przed placem kościelnym, a następnie został przeniesiony do celi, gdyż nie miał już sił poruszać się o własnych siłach. Wyspowiadał się, odnowił śluby zakonne i przyjął sakrament namaszczenia chorych. Zmarł o 2:30 (23 września) wypowiadając ostatnim tchnieniem słowo „Maryja”. Uroczystości pogrzebowe odbyły się 26 września, a jego ciało zostało pochowane w krypcie pod kościołem w San Giovanni Rotondo.

## Cierpienia duchowe
Ojciec Pio wierzył, że miłość Boga była nierozerwalnie związana z cierpieniem i że przyjmowanie wszystkich cierpień ze względu na Boga jest drogą duszy do osiągnięcia jedności z Nim. Uważał, że jego dusza jest zagubiona w chaotycznym labiryncie i pogrążona w całkowitej pustce, jak gdyby był w najgłębszej otchłani piekła. W czasie jego cierpień duchowych jego zwolennicy wierzyli, że ojciec Pio był atakowany, zarówno fizycznie, jak i duchowo, przez diabła. Diabeł miał mu się ukazywać jako „anioł światłości”, by go zwieść oraz wielokrotnie niszczyć jego korespondencję z przewodnikami duchowymi. Ojciec Augustyn da San Marco, przewodnik duchowy ojca Pio, potwierdził to mówiąc:

Diabeł pojawiał mu się jako młode kobiety, krzyż, młody przyjaciel zakonników, ojciec duchowny, prowincjał zakonu kapucynów, papież Pius X, Anioł Stróż, święty Franciszek z Asyżu i jako Matka Boska.

W jednym ze swych listów ojciec Pio pisze do ojca Augustyna:

Minęły dwadzieścia dwa dni odkąd Jezus pozwolił diabłu wyładowywać jego złość na mnie. Mój ojcze, całe moje ciało jest posiniaczone od bicia, które do czasu obecnego otrzymałem od naszych wrogów. Kilka razy zerwali nawet ze mnie koszulę, tak by bić mnie po nagim ciele.

Ksiądz Gabriele Amorth, egzorcysta watykański, oświadczył w wywiadzie, że ojciec Pio twierdził, iż odróżnia prawdziwe objawienia Jezusa, Maryi i świętych od iluzji tworzonych przez diabła. Ojciec Pio uważnie analizował stan swego umysłu i uczuć, które odczuwał podczas objawień. W jednym ze swych listów ojciec Pio pisze również, że w czasie procesów o oszustwo był cierpliwy dzięki głębokiej wierze w to, że Jezus, Maryja, jego Anioł Stróż, święty Józef i święty Franciszek byli zawsze przy nim i pomagali mu.

## Widzialne stygmaty i stygmatyzacja
Z korespondencji ojca Pio dowiadujemy się, że już na początku kapłaństwa miał on doświadczać mniej widzialnych stygmatów.
W roku 1911, ojciec Pio napisał list do ojca Benedetto z San Marco in Lamis, swego doradcy duchowego, w którym opisuje, czego od roku doświadcza:

Ostatniej nocy stało się coś, czego nie potrafię ani wyjaśnić, ani zrozumieć. W połowie mych dłoni pojawiły się czerwone znaki o wielkości grosza. Towarzyszył mi przy tym ostry ból w środku czerwonych znaków. Ból był bardziej odczuwalny w środku lewej dłoni. Był tak wielki, że jeszcze go czuję. Pod stopami również czuję ból.

W roku 1915 ojciec Augustyn da San Marco, bliski przyjaciel ojca Pio, napisał do niego list, zadając szczegółowe pytania dotyczące jego stygmatów. Pytał, kiedy pierwszy raz otrzymał wizje, czy otrzymał stygmaty, czy czuł cierpienia towarzyszące Jezusowi Chrystusowi podczas Jego męki, czy doświadcza cierpienia powodowanego koroną cierniową i biczowaniem. Ojciec Pio odpowiedział, że otrzymywał dary wizji już od swojego nowicjatu (od 1903 do 1904 roku). Napisał również, że otrzymał stygmaty, lecz był tak przerażony tym zjawiskiem, że błagał Pana, aby mu je zabrał. Chciał on nadal cierpieć z miłości do Jezusa, lecz prosił o zabranie widzialnych ran, gdyż w tym czasie uważał je za nieopisane upokorzenie. Widoczne rany zniknęły, lecz pojawiły się znowu we wrześniu 1918 roku. Ojciec Pio napisał, że ból w miejscu po ranach pozostał i był bardziej odczuwalny w określonych dniach i okolicznościach. Napisał ponadto, że dołączyły do tego cierpienia powodowanego koroną cierniową i biczowaniem. Nie był w stanie jednoznacznie wskazać częstotliwości tych przeżyć, ale powiedział, że towarzyszyły mu one co najmniej raz na tydzień, przez kilka lat”.
Te doświadczenia spowodowały pogorszenie się stanu zdrowia ojca Pio, dlatego też dostał pozwolenie na pobyt w domu. W tym czasie, nie będąc w klasztorze, kontynuował swoje życie religijne ucząc w szkole i codziennie odprawiając mszę świętą.
Święty Jan od Krzyża w następujący sposób opisuje zjawisko stygmatyzacji:

Dusza rozpalona miłością Boga, która jest wewnętrznie przekłuwana przez Serafina, który przebija ją rozgrzanym do czerwoności prętem. To pozostawia rany na duszy powodujące, że cierpi ona z nadmiaru miłości Bożej.

W lipcu 1918 roku, podczas trwania I wojny światowej, papież Benedykt XV, który nazwał wojnę światową „samobójstwem Europy”, zaapelował do wszystkich chrześcijan, aby modlili się o jej koniec. W dniu 27 lipca tego samego roku ojciec Pio złożył samego siebie w ofierze za zakończenie wojny. Pomiędzy 5 a 7 sierpnia otrzymał on wizję, w której ukazał mu się Chrystus i przebił mu bok”. W wyniku tego doświadczenia ojciec Pio otrzymał fizyczną ranę na boku. Doświadczenie tego typu nosi nazwę stygmatyzacji lub przebicia serca. Wskazuje ono na jedność miłości z Bogiem.
Relikwia ojca Pio, która zawiera duży, obramowany wycinek płótna noszącego plamę krwi z „rany przebitego serca”, jest wystawiona na widok publiczny w kościele św. Jana Kantego w Chicago.
Następstwem stygmatyzacji był nowy, siedmiotygodniowy, okres duchowych cierpień ojca Pio. Jeden z braci kapucynów tak opisuje ten okres:

W tym czasie jego wygląd znacznie się postarzał. Wyglądał tak jakby był martwy. Ciągle płakał i wzdychał, mówiąc, że Bóg go opuścił.

W swym liście do ojca Benedetto, z 21 sierpnia 1918 roku, ojciec Pio opisuje swe doświadczenia podczas stygmatyzacji:

Wieczorem 5 sierpnia, kiedy słuchałem spowiedzi chłopców, zostałem nagle zaskoczony widokiem niebiańskiej osoby, którą zobaczyłem oczami duszy. Miał w swej ręce rodzaj broni, jakby bardzo długi i ostro zaostrzony stalowy miecz emitujący płomienie ognia. W chwili, gdy to wszystko dotarło do mnie, dostrzegłem, że ta osoba z całą swą mocą ciska broń w moją duszę. Płakałem z trudnością i czułem, że umieram. Poprosiłem chłopca przystępującego do spowiedzi, by odszedł, ponieważ poczułem się chory i nie miałem siły, by dalej spowiadać. Ta agonia trwała nieprzerwanie aż do ranka 7 sierpnia. Nie mogę powiedzieć ci, jak bardzo cierpiałem przez ten okres męki. Nawet moje wnętrzności zostały rozszarpane przez broń. W tym dniu zostałem śmiertelnie ranny. W głębi swej duszy czuję ranę, która jest zawsze otwarta i która sprawia mi nieustanny ból.

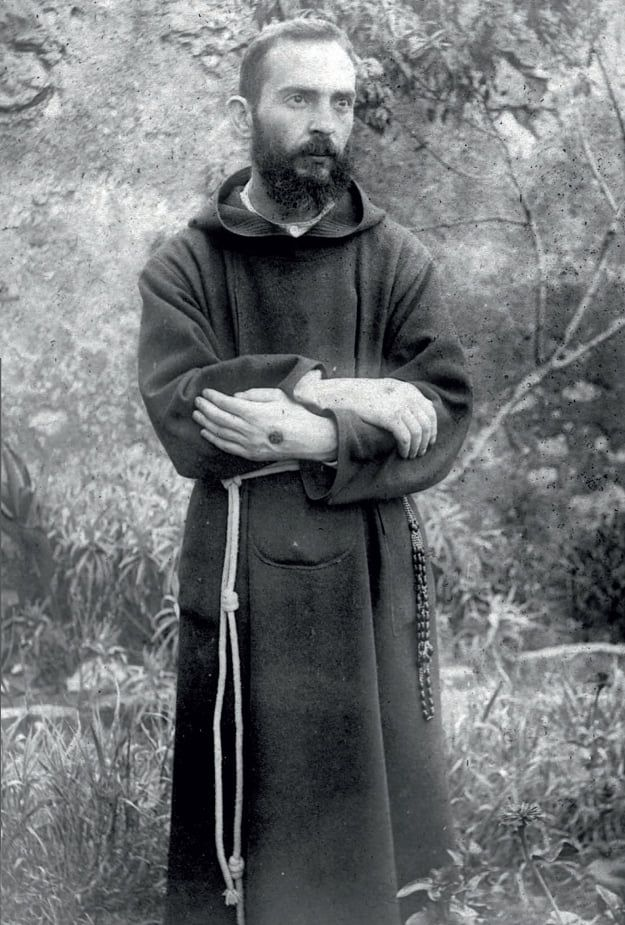
Ojciec Pio ukazujący stygmaty

Zapis z 20 września 1918 roku stwierdza, że bóle stygmatyzacji ustały i że ojciec Pio był w „głębokim pokoju”. W tym samym dniu ojciec Pio modlił się w kościelnym chórze w kościele Matki Bożej Łaskawej. Ta sama Istota, która ukazała mu się i dokonała na jego duszy stygmatyzacji, i która uważana jest za Ukrzyżowanego Chrystusa, pojawiła się znowu i ojciec Pio kolejny raz doświadczył stygmatyzacji. Po tym jak stygmatyzacja dokonała się, ojciec Pio otrzymał widoczne stygmaty, pięć ran Chrystusa. Tym razem jednak stygmaty zostały na jego ciele przez następne 50 lat jego życia, aż do śmierci.
W swym liście do ojca Benedetto z San Marco in Lamis, z 22 października 1918 roku, ojciec Pio tak opisuje domniemane doświadczenie otrzymania tych stygmatów:

„Rankiem 20 dnia ostatniego miesiąca, w chórze po tym, jak odprawiłem Mszę świętą, uległem drzemce podobnej do słodkiego snu. [...] Zobaczyłem przed sobą tajemniczą osobę, podobną do tej, którą widziałem wieczorem 5 sierpnia. Jedyną różnicą było to, że z jej dłoni, nóg i boku kapała krew. Ten widok przeraził mnie i poczułem, że ta chwila jest nie do opisania. Myślałem, że umrę, jeżeli Pan nie zainterweniuje i nie wzmocni mojego serca, które było blisko pęknięcia. Wizja zniknęła i zdałem sobie sprawę z tego, że moje ręce, nogi i bok ociekały krwią. Wyobraź sobie agonię, jaką przeszedłem i przechodzę praktycznie codziennie. Serce nieustannie krwawi, zwłaszcza od czwartkowego wieczoru do soboty. Drogi ojcze, umieram z bólu, z powodu ran i z wynikającego z tego wstydu, który czuję głęboko w mojej duszy. Boję się, że wykrwawię się na śmierć, jeżeli Pan nie wysłucha mojego szczerego błagania i nie uwolni mnie z tego stanu. Czy Jezus, który jest dobry, udzieli mi tej łaski? Czy On przynajmniej uwolni mnie ze wstydu spowodowanego przez te zewnętrzne znaki? Będę wznosił swe modlitwy i nie przestanę Go błagać, póki w Swym miłosierdziu nie zabierze go, nie ran, ani cierpienia, co jest niemożliwym, ponieważ chcę być zjednoczony z bólem, lecz te zewnętrzne znaki, które powodują mi tak wielki wstyd i upokorzenie nie do zniesienia.

Mimo że ojciec Pio chciał cierpieć w ukryciu, na początku 1919 roku wiadomość o zakonniku, który otrzymał stygmaty, zaczęła się szerzyć w świecie świeckim. Jego rany były badane przez wielu ludzi, w tym i lekarzy. Dla ludzi, którzy starali się odbudować życie po I wojnie światowej, ojciec Pio stał się symbolem nadziei. Osoby, które żyły blisko niego, twierdzą, że po stygmatyzacji otrzymał wiele darów duchowych. Wśród nich wymieniają dar uleczania chorych, bilokację, lewitację, dar proroctwa, dar czynienia cudów, zdolność do abstynencji od snu i pokarmów (w jednej z relacji, można przeczytać, że ojciec Augustyn da San Marco zaobserwował przypadek, gdy ojciec Pio był w stanie żywić się jedynie samą Eucharystią przez przynajmniej 20 dni), zdolność do czytania w ludzkich sercach, dar mówienia w nieznanych mu językach, dar nawracania i zapach perfum lub kwiatów wydobywający się z ran po stygmatach”.

## Kontrowersje

### Natura zarzutów
Osoby nieuznające cudów, jakich doświadczał ojciec Pio, wskazały kilka przyczyn, które miałyby je wyjaśniać. Wśród nich znajduje się choroba psychiczna, niemoralne podejście do kobiet, niewłaściwe wykorzystanie funduszy oraz oszustwo – twierdzą, że stygmaty były wykonywane fenolem tylko po to, by zyskać sławę. Tezę tę potwierdził prof. Sergio Luzzatto z uniwersytetu w Genui, który w archiwach watykańskich dotarł do zeznań aptekarki Marii De Vito z San Giovanni Rotondo, od której ojciec Pio kupował kwas karbolowy, prosząc ją jednocześnie o zachowanie tych zakupów w tajemnicy. Jednocześnie nie istnieją ślady ran po stygmatach widoczne po jego smierci. Wyklucza to tezę o samookaleczeniu lub użyciu jakichś środków chemicznych. Woń świętości ojca Pio, unosząca się dookoła niego, miała być rezultatem samowydzielającej się wody kolońskiej. Istnieje też wytłumaczenie powiązujace miły zapach świętych z licznymi głodówkami związanymi z ascetycznym trybem życia.
Agostino Gemelli, zakonnik, lekarz i psycholog, założyciel Uniwersytetu Katolickiego Najświętszego Serca Jezusa w Mediolanie, wnioskował, że ojciec Pio był „ignorantem i samookaleczającym się psychopatą, który wykorzystuje ludzką łatwowierność”.
W roku 1923 zakazano mu uczyć nastoletnich chłopców w szkole przyległej do klasztoru, ponieważ był oskarżany o to, że jest „szkodliwym Sokratesem, który może podburzać delikatne dusze chłopców”.
Ojciec Pio był oskarżany o wykroczenia przeciwko wszystkim ślubom zakonnym: ubóstwu, czystości i posłuszeństwu.

### Pogląd Watykanu w latach 30. i 60.
Od roku 1933 wydarzenia zaczęły zmieniać swój bieg. Papież Pius XI zdjął z ojca Pio zakaz publicznego odprawiania mszy świętej. Papież tak uzasadnił swoją decyzję: „Nie byłem źle nastawiony do ojca Pio, lecz byłem źle poinformowany”. W roku 1934 Pius XI zezwolił ojcu Pio na słuchanie spowiedzi. Ojciec Pio dostał również pozwolenie na nauczanie, pomimo że nigdy nie odebrano mu do tego uprawnień. Pius XII, który został wybrany na papieża w roku 1939, zachęcał wiernych do odwiedzania ojca Pio. Według ostatnio napisanej książki papież Jan XXIII (1958–1963) nie opowiadał się za poglądem swych poprzedników. W roku 1960 napisał on o „ogromnym oszustwie” ojca Pio. Natomiast papież Paweł VI w połowie lat sześćdziesiątych zdecydowanie oddalił wszystkie oskarżenia przeciwko ojcu Pio.

## Zjawiska nadprzyrodzone
Ojciec Pio według niektórych relacji miał dar czytania w ludzkich sercach i bilokacji. Jeden ze współbraci ojca Pio twierdzi, że widział go w ekstazie, lewitującego nad ziemią.
W roku 1947 Karol Wojtyła, późniejszy papież Jan Paweł II, odwiedził ojca Pio i wyspowiadał się u niego. Austriacki kardynał Alfons Maria Stickler wyznał, że Wojtyła powiedział mu, że podczas tego spotkania ojciec Pio przepowiedział mu, że któregoś dnia zasiądzie na „najwyższym stanowisku w Kościele”. Proroctwo to spełniło się, gdy Karol Wojtyła został papieżem. Jan Paweł II dwukrotnie zaprzeczał, iż usłyszał proroctwo w tym dniu. Jednak ojciec Pio o swoim proroctwie informował nie tylko Jana Pawła II, lecz także innych wiernych.
W roku 1962 biskup Wojtyła napisał list do ojca Pio, prosząc go, by pomodlił się o uzdrowienie swej przyjaciółki Wandy Półtawskiej, która chorowała na raka. Po jakimś czasie rak ustąpił. Lokalni pracownicy służby zdrowia nie wyjaśnili tego uleczenia.
W roku 1999 ukazała się książka Ojciec Pio. Cudotwórca. W jednym z rozdziałów opisana jest historia Gemmy di Giorgi, sycylijskiej dziewczynki, której ślepota miała być uleczona dzięki wstawiennictwu ojca Pio.
W roku 1947 Gemma, która urodziła się bez źrenic, została zabrana do San Giovanni Rotondo przez swoją babcię. Podczas podróży do ojca Pio mała dziewczynka odzyskała częściowo wzrok. Babcia Gemmy nie uwierzyła jednak w uzdrowienie dziecka. Gemma przystąpiła do spowiedzi u ojca Pio, lecz zapomniała poprosić go o łaskę uzdrowienia. Babcia zaczęła więc błagać ojca Pio o to, by wyprosił u Boga przywrócenie wzroku dziecku. Zgodnie z tym, co zeznała babcia Gemmy, ojciec Pio odpowiedział: „Niech dziecko nie płacze i ty też, przecież wiesz, że widzi”. Dziewczynka rzeczywiście odzyskała wzrok. Okuliści, którzy wcześniej badali dziecko, nie byli w stanie ustalić, w jaki sposób została uleczona. Odzyskanie wzroku u dziewczynki nie było związane z pojawieniem się u niej źrenic. Dziewczynka (a później już dorosła kobieta) widziała i wciąż widzi mimo braku źrenic.
Wiele osób wierzy, że ojciec Pio posiadał umiejętność porozumiewania się z Aniołami Stróżami, przez których udzielał łask i uzdrowień.

### Stygmaty
Niektórzy twierdzą, że 20 września 1918 roku ojciec Pio podczas słuchania spowiedzi otrzymał pierwszy raz stygmaty – pięć krwawiących ran na ciele, znajdujących się w miejscach ran Jezusa Chrystusa zadanych mu podczas ukrzyżowania. Rany te miały pozostać na ciele ojca Pio przez ponad 50 lat, aż do końca jego życia. Krew wypływająca ze stygmatów miała pachnieć jak perfumy lub kwiaty („woń świętości”).
Stygmaty ojca Pio, uważane przez niektórych za dowód jego świętości, były badane przez lekarzy, których niezależność od Kościoła nie jest znana. Stygmatyzacja była dla Pio powodem wielkiego zakłopotania. Większość fotografii ukazuje go z czerwonymi rękawiczkami i czarnymi osłonami na rękach i nogach zasłaniającymi stygmaty.
Według Padre Pio Foundation w roku 1968, w momencie śmierci ojca Pio, jego stygmaty zniknęły, nie pozostawiając blizn. Został opublikowany raport, w którym lekarze, którzy badali ciało ojca Pio po jego śmierci, ustalili, że jest ono całkowicie pozbawione krwi.

### Oskarżenia o oszustwo
Historyk Sergio Luzzatto i inni, zarówno wierzący, jak i niewierzący, oskarżali ojca Pio o fałszowanie stygmatów. Hipoteza Luzzatto mówi, że ojciec Pio używał fenolu, by się samookaleczać. Ta hipoteza jest oparta na dokumencie znalezionym w Watykańskich archiwach – zeznaniu Marii De Vito, aptekarki z San Giovanni Rotondo, od której ojciec Pio wziął 4 gramy fenolu. Według zeznania De Vito ojciec Pio prosił ją, by zachowała to w tajemnicy, mówiąc, że fenol był potrzebny do sterylizacji igieł. Podczas procesu beatyfikacyjnego ten dokument został przebadany i odrzucony przez Kościół katolicki.
Jeden z komentatorów wyraził przekonanie, że Kościół prawdopodobnie oddalił ten zarzut, gdyż jeden ze świadków zeznał, że fenol rzeczywiście został wykorzystany do sterylizacji: W owym czasie szalała hiszpanka i chorzy chłopcy potrzebowali zastrzyków. Z powodu braku lekarzy ojcowie Paolino i Pio podawali zastrzyki, używając fenolu jako czynnika sterylizującego.

## Kanonizacja
29 listopada 1982 roku Stolica Apostolska wydała nihil obstat, zezwolające arcybiskupowi Manfredonii otworzyć dochodzenie ustalające, czy ojca Pio należy uznawać za świętego. To dochodzenie trwało przez siedem lat i 7 grudnia 1990 zakończył się proces na szczeblu diecezjalnym. Było to pierwszym krokiem do kanonizacji.
Począwszy od roku 1990 Kongregacja do Spraw Kanonizacyjnych debatowała nad życiem ojca Pio. W roku 1997 papież Jan Paweł II ogłosił go czcigodnym Sługą Bożym. Następnie dyskutowano o jego wpływie na życie innych, w tym o domniemanym uzdrowieniu Włoszki Consiglii de Martino, cierpiącej z powodu przerwania przewodu limfatycznego i rozlanie chłonki. To uzdrowienie miało się dokonać dzięki modlitwie wstawienniczej ojca Pio. 2 maja 1999 roku, za radą Kongregacji Nauki Wiary, Jan Paweł II ogłosił ojca Pio błogosławionym.
Aby dokonać kanonizacji przepisy kościelne wymagają przedstawienie cudu uzdrowienia za wstawiennictwem, następującego po beatyfikacji. Rozpatrzono przypadek ośmioletniego chłopca – Mattea Collelę, który miał zostać uzdrowiony z ostrego zapalenia opon mózgowych. 16 czerwca 2002 roku Jan Paweł II ogłosił ojca Pio świętym.

## Pośmiertna sława ojca Pio
Święty ojciec Pio stał się jednym z najpopularniejszych świętych Kościoła katolickiego. Na całym świecie jest już ponad 3000 „Grup Modlitewnych Ojca Pio”, w których zrzeszonych jest łącznie blisko 3 miliony członków. Istnieje wiele parafii pod jego wezwaniem. W 2006 roku magazyn Famiglia Cristiana doniósł, że włoscy katolicy, włączając wszystkich świętych, najczęściej modlą się właśnie do Boga za wstawiennictwem ojca Pio. Tej modlitwy, rozumianej właściwiej jako prośby, nie należy mylić z czcią, która zgodnie z nauczaniem Kościoła katolickiego, jest należna tylko Bogu.
1 lipca 2004 roku Jan Paweł II poświęcił Sanktuarium Ojca Pio w San Giovanni Rotondo, wybudowane na część świętego ojca Pio z Pietrelciny. W 2002 roku międzynarodową uwagę przyciągnęła figura świętego ojca Pio w Mesynie na Sycylii, która płakała krwawymi łzami.
Na wzgórzu niedaleko San Giovanni Rotondo zostanie zbudowany wyjątkowy posąg ojca Pio. Ten projekt będzie kosztował kilka milionów funtów. Pieniądze te zostaną zebrane na całym świecie od darczyńców żywiących cześć dla ojca Pio. Posąg będzie pokryty specjalną fotowoltaiczną farbą, która będzie pochłaniać promienie słoneczne i produkować energię elektryczną, czyniąc go „ekologiczną” ikoną religijną.

## Ekshumacja

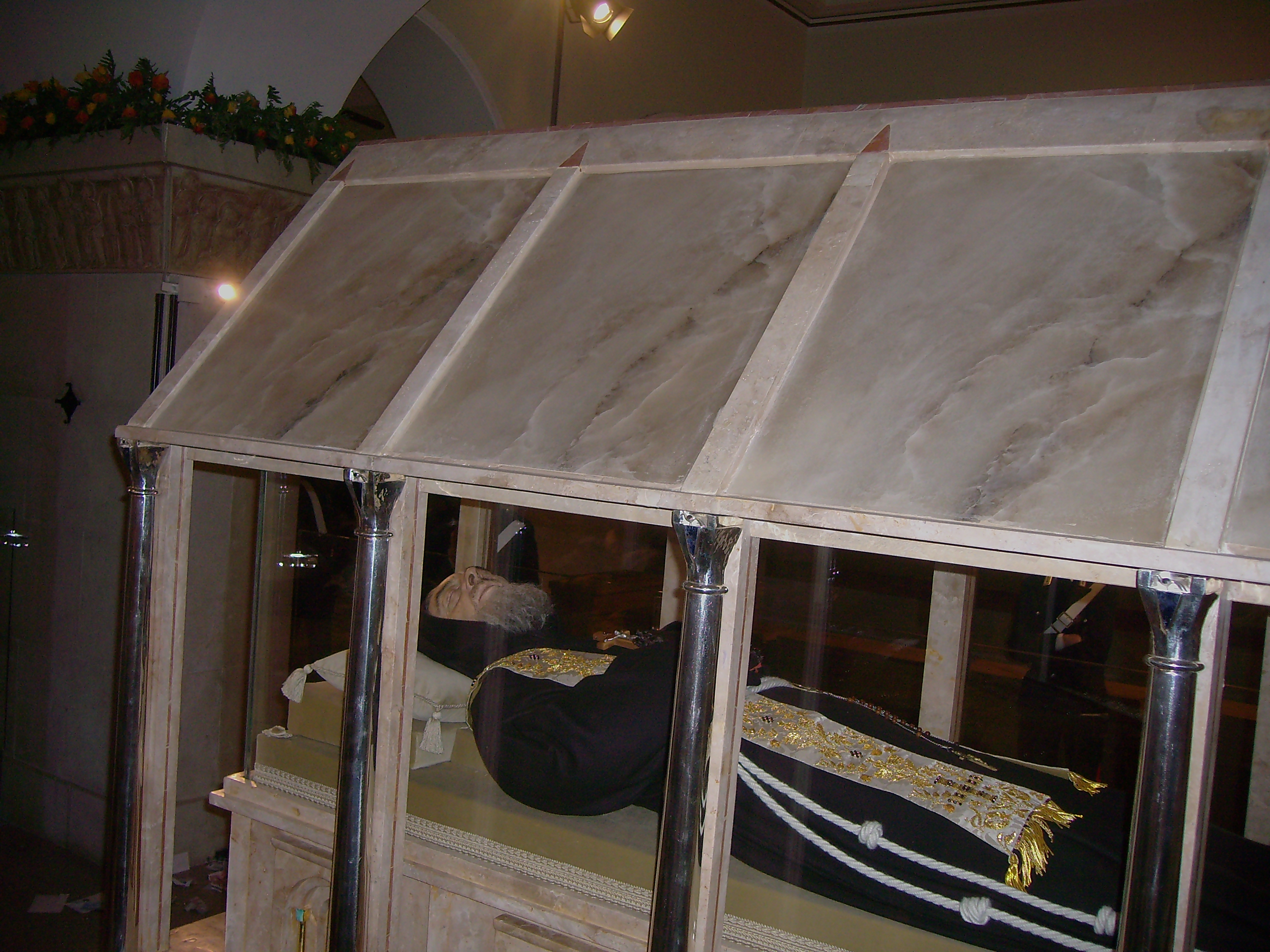
Ciało ojca Pio wystawione na widok publiczny w 2008 roku – 40 lat po śmierci

3 marca 2008 roku, 40 lat po śmierci ojca Pio, jego ciało zostało ekshumowane z krypty. Oświadczenie Kościoła stwierdza, że ciało było w „dobrym stanie”, a część głowy znajdowała się w „stanie szkieletowym”. Arcybiskup Domenico D’Ambrosio, legat papieski w sanktuarium w San Giovanni Rotondo, potwierdził to doniesienie mówiąc, że „ciało jest dobrze zachowane”. Zaznaczył również w komunikacie, że „stygmaty nie były widoczne”.
24 lipca 2008 roku kardynał José Saraiva Martins, prefekt Kongregacji do Spraw Kanonizacji, odprawił w sanktuarium Matki Bożej Łaskawej w San Giovanni Rotondo mszę świętą dla 15 000 wiernych zgromadzonych na uroczystość wystawienia ciała ojca Pio na widok publiczny. Ciało zostało wystawione w szklanym grobie w krypcie w klasztorze. Ojciec Pio ubrany był w swój kapucyński habit i stułę z białego jedwabiu, wyszywaną kryształami i złotą nicią. W dłoniach miał duży drewniany krzyż. Chętnych do obejrzenia ciała ojca Pio było 800 000.
Widoczna twarz zmarłego jest w rzeczywistości silikonową maską, która została zamówiona w firmie produkującej m.in. figury dla londyńskiego Muzeum Figur Woskowych Madame Tussaud.
W 2016 jego szczątki i św. Leopolda Mandicia zostały przywiezione w szklanych trumnach z procesją do Watykanu.

## Filmy
O świętym ojcu Pio z Pietrelciny powstały filmy:
- Ojciec Pio (film) wł. Padre Pio) (2000), reż. Carlo Carlei, z Sergio Castellitto w roli tytułowej[99]
- Ojciec Pio: Między niebem a ziemią (wł. Padre Pio: Tra Cielo e Terra) (2000), reż. Giulio Base, z Michele Placido w roli tytułowej[100]
- Święty Ojciec Pio, animowany, TV (2006)[101]
- Tajemnica Ojca Pio wł. El misterio del Padre Pío) (2018), reż. José María Zavala[102]
- Ojciec Pio (wł. Padre Pio), film (2022)[103]